# Dark Horse (песня Джорджа Харрисона)
«Dark Horse» (с англ. — «Тёмная лошадка») — песня с одноимённого альбома Джорджа Харрисона, вышедшего 9 декабря 1974 года. Тёмной лошадкой называют кандидата или претендента, появившегося внезапно. Название происходит из конного спорта, где тёмной лошадкой называли неожиданного победителя в скачках. В автобиографии «Я, мне, моё» Харрисон признаётся, что не знал этого значения термина в период записи альбома и песни. В тексте песни Харрисон говорил о мужчине, поддерживающим тайные сексуальные отношения с одной или несколькими женщинами. В этой песне Харрисон выразил свои чувства по поводу развалившегося брака с Патти Бойд, оставившей его ради Эрика Клэптона.
Запись песни началась в поместье Харрисона Фрайар-парк. К началу американского концертного тура 1974 года, песня осталась незаконченной. Трек был заново записан в США, с участием гастролировавших с Харрисоном музыкантов и Билли Престона на клавишных.
В США, сингл вышел 18 ноября 1974 года, достигнув 15-й позиции в Billboard Hot 100. На стороне «Б» сингла вышла песня «I Don’t Care Anymore». В феврале 1975 года сингл вышел в Великобритании с музыкальной композицией «Hari’s on Tour (Express)» на стороне «Б». Британский релиз сингла коммерческого успеха не имел и не попал в чарты.